# Бродовські (місто)
Бродовські (порт. Brodowski) — муніципалітет у Бразилії, входить до штату Сан-Паулу. Складова частина мезорегіону Рібейран-Прету. Входить до економіко-статистичного мікрорегіону Рібейран-Прету. За статистикою, станом на 2015 р., населення міста складає 23 460 осіб. Площа міста — 278,458 км². Густота населення — 75,80 осіб/км². У Бродовські народився відомий бразильський художник Кандіду Портінарі.
День міста — 22 серпня.

## Історія
Бродовські утворилося наприкінці XIX століття, під час прокладання залізниці компанією "Mogiana de Estradas de Ferro", головним інженером якої був Александр Бродовський (1855-1899). На його честь було названо місто. Статус міста Бродовські було надано 22 серпня 1913 року.

## Статистика
- Валовий внутрішній продукт на 2003 р. складає 129 823 032,00 реалів (дані: Бразильський інститут географії і статистики).
- Валовий внутрішній продукт на душу населення на 2003 р. складає 7025,06 реалів (дані: Бразильський інститут географії і статистики).
- Індекс людського розвитку на 2000 р. складає 0,805 (дані: Програма розвитку ООН).